# Opius jenuffa
Opius jenuffa är en stekelart som beskrevs av Fischer 1968. Opius jenuffa ingår i släktet Opius och familjen bracksteklar. Inga underarter finns listade i Catalogue of Life.